# Fusarium oxysporum
Fusarium oxysporum ist eine Schimmelpilzart aus der Gattung Fusarium. Die Art ist ein gefürchtetes Pflanzenpathogen und kann Fusariosen oder die Fusarium-Welke auslösen. Die Art wurde vom US-Landwirtschaftsministerium für ihre Tauglichkeit als biologische Waffe unter dem Namen Agent Green erforscht.

## Beschreibung
Die Sporenträger sind kurz, wenig ausgeprägt und verzweigt oder unverzweigt. Sie stehen auf violett-rosa gefärbten Stromata in dichten Polstern zusammen. Die Makrokonidien sind sichelförmig und 2- bis 6-zellig. Sie sind zwischen 13 und 45 Mikrometer lang und 3 bis 4 Mikrometer breit. Teilweise finden sich kleine Mikrokonidien und dickwandige Dauersporen.

## Verbreitung
Fusarium oxysporum ist ein Kosmopolit und befällt ein breites Spektrum von Wirtspflanzen.

## Systematik
Die Art Fusarium oxysporum wird gemäß ihren Wirtspflanzen in eine Vielzahl von Formen eingeteilt. 
Einige wenige Beispiele sind:
- Fusarium oxysporum f. sp. betae befällt Rüben
- Fusarium oxysporum f. sp. cubense befällt Bananen (Musa spp.)
- Fusarium oxysporum f. sp. lilii befällt Lilien
- Fusarium oxysporum f. sp. lini befällt Lein
- Fusarium oxysporum f. sp. lycopersici befällt Tomaten
- Fusarium oxysporum f. sp. narcissi befällt Narzissen